# Familiaire dysbètalipoproteïnemie
Familiaire dysbètalipoproteïnemie (FD, of type-III hyperlipoproteïnemie) is een erfelijke aandoening waarbij het cholesterolmetabolisme gestoord is. De genetische afwijking betreft het apolipoproteïne E (ApoE) waardoor VLDL-cholesterol niet in de cellen kan opgenomen worden. Deze patiënten vertonen zowel verhoogde triglyceride- als verhoogde cholesterolwaarden in het bloed.

## Symptomen
Patiënten met dysbètalipoproteïnemie hebben verhoogde cholesterol- en triglyceridewaardes in het bloed. Ze hebben een hoog risico om vroegtijdig cardiovasculaire complicaties te ontwikkelen. Ook perifeer vasculair lijden komt bij deze patiënten meer voor. De reden hiervan is op dit moment niet duidelijk.

## Pathogenese

### Apolipoproteïne E

Structuur van een chylomicron
ApoA, ApoB, ApoC, ApoE (apolipoproteïnen); T (triacylglycerol); C (cholesterol); groen (fosfolipide)

Apolipoproteïne E (ApoE) is een apoproteïne dat voorkomt in chylomicronen. Een chylomicron is een groot lipoproteïne dat voedingsvetten van de enterocyten (cellen van de dunne darm) transporteert naar ander locaties in het lichaam zoals de lever, vetweefsel, het hart, en de spieren. Een chylomicron bestaat uit cholesterol, vetten, fosfolipiden en apolipoproteïne B en E. De vetten (triglyceriden) worden door lipoproteïnelipase (in de haarvaten) uit het chylomicron gehaald. De resten ven het chylomicron ("remnants" genaamd) worden door de lever opgenomen.

### Genetische factoren
Belangrijk voor deze opname is apolipoproteïne E dat aanwezig is in het chylomicron en bindt aan een specifieke receptor in de lever. Er bestaan drie genetische varianten van ApoE: ApoE2, ApoE3 en ApoE4. ApoE2 bindt niet goed aan de LDL-receptor, APOE3 en APOE4 daarentegen wel. Het slecht binden aan de LDL-receptor leidt ertoe dat de chylomicronen niet in de lever kunnen opgenomen worden. De drie allelen (E2, E3 en E4) komen in alles zes mogelijke combinaties voor (E2/E2, E2/E3, E2/E4, E3/E3, E3/E4, E4/E4). In ongeveer 1% van de algemene populatie en in bijna alle personen met dysbètalipoproteïnemie komt het type E2/E2 (homozygoot type E2) voor.

### Andere factoren
Het hebben van het E2/E2-profiel leidt niet linea recta naar de aandoening. 96% van de E2-homozygoten hebben immers geen dysbètalipoproteïnemie wat erop wijst dat andere factoren in het spel zijn (overerving met verminderde penetrantie). Deze andere factoren kunnen zowel andere genen als omgevingsfactoren zijn.